# Aleksej Vojevoda
Aleksej Ivanovitj Vojevoda (ryska: Алексей Иванович Воевода), född den 9 maj 1980 i Kalynovytsia, Ukrainska SSR, Sovjetunionen, är en rysk bobåkare.
Han tog OS-silver i herrarnas tvåmanna i samband med de olympiska bobtävlingarna 2006 i Turin.
Han tog därefter OS-brons i herrarnas tvåmanna i samband med de olympiska bobtävlingarna 2010 i Vancouver.
I februari 2014 erhöll han Fäderneslandets förtjänstorden av fjärde klassen.
Aleksej är vegan.. Han anser att veganismen hjälper honom att få bättre idrottsresultat. I en videoklipp inspelad för den ryska djurrättsorganisationen Vita sa han
| ” | En ärlig människa som älskar djur bör inte äta dem. | „ |